# Seminario maggiore di Padova
Il Seminario Vescovile di Padova fu fondato nel 1566 a seguito del decreto del Concilio di Trento del 1563 che stabiliva i criteri di formazione dei sacerdoti.

## Storia
La fondazione del primo Seminarium
Il primo atto della costituzione di un seminarium a Padova fu la nomina, in obbedienza al Concilio di Trento, di quattro commissari deputati a quest’incarico da parte del vescovo Girolamo Vielmi, ausiliare del cardinale Alvise Pisani – titolare della diocesi ma per lo più assente – nel Sinodo diocesano del 17 agosto 1566. Seguì una serie di provvedimenti per dotare l’istituto di risorse economiche adeguate, finché il 29 dicembre 1569 il cardinale Pisani e i commissari scelsero quaranta chierici da accogliere nell’istituto, con un praeceptor incaricato della loro formazione: fu l’inizio effettivo del seminario tridentino nella diocesi di Padova, tra i primi in Italia, ad appena tre anni dalla conclusione del Concilio.
Gli alunni
I primi alunni furono individuati sulla base di informazioni fornite dall’arciprete del Capitolo e dai maestri di coro, di grammatica e di canto della Cattedrale, cioè da coloro che da più di un secolo si occupavano di educare i chierici nella chiesa del vescovo, la quale continuò ad avere il proprio gruppo di candidati al sacramento dell’Ordine, talora con maestri in comune con il Seminario. I nomi dei primi seminaristi assegnano gran parte di loro a famiglie della borghesia o di origine oscura, in ossequio al dettato conciliare che pensava a un istituto aperto soprattutto per i poveri, avendo i figli delle classi elevate i propri precettori.
Il fatto che si chiedesse al praeceptor di dedicarsi a quest’incarico a tempo pieno dice l’importanza attribuita alla formazione di questi giovani, che trovavano così nel Seminario non solo una scuola che trasmetteva loro contenuti e nozioni ma un luogo dove erano educati, sia pur ancor giovani e lontani dalla meta, al «ministero del santo sacerdozio» secondo l’ideale tridentino.
I primi alunni cominciarono assai presto la loro vita comune, se già il 20 febbraio 1570 è registrata la notizia che i deputati per il Seminario fecero «lavorar le vesti per gli chierici» e provveder «delle cose necessarie per i vestimenti»; d’altra parte, numerosi provvedimenti di spesa furono dedicati negli anni successivi al Seminario e ai suoi chierici, segno che, per quanto appena nato, il nuovo istituto non era affatto ai margini della vita della diocesi.
Alcuni dei primi allievi li ritroviamo sacerdoti negli anni successivi: spesso i loro nomi sono accompagnati nei documenti dalla qualifica «alunno del Seminario», chiaro segno di appartenenza a un gruppo ben identificato. D’altra parte, il ruolo dell’istituto e la qualità della formazione che vi era impartita erano riconosciuti con chiarezza, tanto da concedere ufficialmente ai presbiteri che vi erano stati educati un titolo di accesso privilegiato per concorrere alle parrocchie rimaste vacanti.
Provvisoriamente alloggiati all’inizio in una casa presa in affitto, i chierici si stabilirono nel 1579 in un nuovo edificio nei pressi del Palazzo vescovile, dove ora sorge Casa Pio X, acquistato e ampliato per lo scopo dal vescovo Federico I Corner.
La vita in Seminario
Poco ancora sappiamo della vita che si conduceva in seminario; nessuna relazione di visita da parte dei vescovi ci è pervenuta. Possediamo invece il resoconto succinto di una rapida ispezione del cardinale Agostino Valier, vescovo di Verona e visitatore apostolico nella nostra diocesi, che l’11 novembre 1583 vi si recò con largo seguito di canonici e sacerdoti. Egli dedicò al Seminario parole ammirate e annotò che vi erano educati trentadue chierici, in una casa di almeno due piani, con annesso oratorio, giudicata «spaziosa».
È pur vero che la maggior parte dei sacerdoti padovani continuava, e avrebbe continuato ancora per lungo tempo, a giungere all’ordinazione senza passare per il Seminario, ma ciò non si deve a un’intrinseca insufficienza di questo istituto; è invece un dato generale e diffuso ovunque, dipendente, fra l’altro, dal fatto che il Concilio aveva ordinato ai vescovi di aprire i seminari ma non aveva obbligato i chierici a frequentarli: a Padova, come altrove, il Seminario rappresentava la via di formazione più adatta, non la più percorsa.
Un altro aspetto merita di essere evidenziato: gli alunni, che dovevano avere almeno dodici anni per poter essere accolti, secondo quanto stabilito a Padova potevano rimanere in Seminario solo fino ai diciassette; cinque anni al massimo, dunque. Molto probabilmente, fino al raggiungimento dell’età canonica per il presbiterato (ventiquattro anni) essi, già insigniti degli ordini minori, erano impegnati fuori dell’istituto in una sorta di tirocinio pratico, di carattere soprattutto liturgico, nella Cattedrale e nelle altre chiese.
La rifondazione del Barbarigo
Il primo secolo di vita del seminario passò in sordina fino all'arrivo come vescovo di Padova di Gregorio Barbarigo. Era il 1664 quando il cardinale venne trasferito a Padova, dalla diocesi di Bergamo dove era vescovo dal 1657. La preoccupazione di questo zelante pastore per la situazione in cui si trovava la chiesa affidata alle sue cure emerse ben presto, come esprimono queste sue parole: «Infinito è il rammarico che proviamo nell’animo nostro riflettendo allo scarso numero di ecclesiastici zelanti di sì sacrosanto ministerio, i quali cerchino con purità d’intenzione d’abilitarsi ed esercitarsi nel guidare le anime al Cielo […]. Ah, quanto bisogna pensare a fare i preti! […]. Due cose mi sono trattenuto per me solo, perché so di averne a rendere a Dio strettissimo conto, l’imposizione delle mani e la collazione delle parrocchie [cioè le nomine dei parroci]. È troppo lo strapazzo che in questi tempi si fa di un ministero sì alto e grande…».
Il Seminario, al suo arrivo, funzionava a Padova da quasi cent’anni, ma in esso venivano educati pochi ragazzi (circa una trentina): vi apprendevano alcuni rudimenti essenziali di latino e di cultura ecclesiastica e vi rimanevano – questo è il punto – solo fino al compimento dei 17 anni di età; il resto della formazione – lo studio della teologia, quindi – veniva lasciato all’iniziativa dei singoli (una ridottissima minoranza), che frequentavano i corsi dell’Università. La gran parte s’impratichiva nel ministero semplicemente affiancando qualche sacerdote nelle parrocchie. La straordinaria intuizione di san Gregorio, quella che gli fece scrivere al padre «io vado pensando di farmi degli operai a modo mio», fu quella d’introdurre un nuovo ordine di alunni, quello che egli chiamò «dei chierici adulti», per un corso di studi corrispondenti all’attuale Seminario maggiore, che fino ad allora non c’era, finalizzato a preparare sacerdoti destinati al servizio pastorale. I giovani, educati anche nella vita morale e interiore, erano così accompagnati fino all’ordinazione. L’esecuzione di quest’ardito progetto domandava una sede nuova per un istituto nuovo; il vescovo la trovò nel monastero di Santa Maria in Vanzo, appartenuto alla soppressa congregazione veneziana dei Canonici di S. Giorgio in Alga, acquistato il 30 marzo 1669 per la considerevole somma di 3.500 scudi che egli raggranellò vendendo perfino l’argenteria del suo palazzo. In appena 18 mesi il complesso fu sistemato e il 4 novembre 1670 – 350 anni or sono – il nuovo Seminario fu aperto: vi fecero il loro ingresso, quel giorno, 106 alunni, che divennero in breve 150.
Dalla sua apertura nella sede dove tuttora si trova, il cardinale non smise mai di seguire da vicino la vita del suo Seminario, occupandosi personalmente e con scrupolo di tutto, dal reperimento dei mezzi per il suo sostentamento alla scelta dei superiori e dei professori, che faceva venire perfino dall’estero. Il primo rettore, Cristoforo Astori, lo condusse con sé da Bergamo, ed era un uomo di sua fiducia. Solo qualche anno più tardi fu in grado di scegliere come guida un padovano, e la scelta cadde sul parroco di Dolo, Sebastiano de Grandis, che resse l’istituto per venticinque anni. Il primo prefetto degli studi fu addirittura un inglese, Thomas Nicholson, cui succedette un diocesano, Marc’Antonio Ferrazzi, distinto per la grande dottrina e l’instancabile attività.
Le nuove regole
A un anno esatto dall’apertura, il 4 novembre 1671, il vescovo pose in mano a superiori e alunni le nuove regole dell’istituto, in tre parti, ch’egli trasse da quelle in vigore a Milano e promulgate un secolo prima da san Carlo Borromeo, e che presentò così: «Credo sia un progresso da poco l’aver ampliato l’edificio del Seminario, aumentato il numero delle vocazioni e provveduti i professori […] se poi […] lasciano a desiderare le riforma nei costumi e nella pietà, l’osservanza fedele della disciplina, lo zelo delle anime non disgiunto dall’amore per quella cristiana sapienza che sta alla base di ogni attività ecclesiastica». Questo testo, che san Gregorio volle rivedere minuziosamente, rappresenta, congiuntamente al piano degli studi (la Ratio studiorum, che comparve solo nel 1690), l’anima del Seminario da lui rifondato: ne coordina i mezzi al fine, ne regola la vita, ne determina la fisionomia e l’efficacia formativa, secondo l’ideale del santo: «I seminari sono stati eretti perché vi si formino buoni e operosi operai per la cura di quelle anime che Cristo ha redento col suo preziosissimo sangue e perché gli adolescenti […] vi acquistino quella perfezione di vita che deve risplendere nei futuri maestri del popolo. Ora due cose specialmente si esigono nel sacerdote e nel pastore d’anime, la santità e la dottrina. Bisogna quindi procurarsele nel seminario».
Sotto la guida del Cardinale Gregorio Barbarigo il seminario fu considerato uno dei migliori d'Europa.
Un anno esatto dopo l’apertura del Seminario nella sua nuova sede, il 4 novembre 1671, Gregorio Barbarigo ne promulgò il regolamento: era quello che Carlo Borromeo aveva adottato a Milano un secolo prima, con alcune leggere modifiche. Non sappiamo quali fossero le norme su cui si reggeva il Seminario padovano prima dell’arrivo del cardinale, ma è molto probabile – dati gli stretti rapporti intercorsi tra la nostra Diocesi e quella ambrosiana nel corso del Cinquecento e il grandissimo, universale influsso esercitato da san Carlo – che l’impianto disciplinare fosse già quello borromaico: il Barbarigo volle però curarne l’applicazione, ribadendone la validità, «avendo avuto sempre opinione che al mondo vi sia più bisogno di ezecutione che di legge», com’egli stesso amava ripetere.
La vera novità, già lo sappiamo, che ci autorizza a parlare di una “rifondazione” da parte di san Gregorio, cioè di un nuovo Seminario, fu di averlo voluto come un luogo in cui i futuri presbiteri avrebbero potuto trovare una formazione specializzata per il loro ministero, pensata per accompagnarli fino all’ordinazione: un Seminario “maggiore”, come oggi diremmo. Ecco perché l’elemento di svolta va cercato nel percorso di studi voluto dal Barbarigo ed ecco ancora perché, se le norme disciplinari – già collaudate – apparvero subito, l’ordina-mento degli studi fu promulgato ben diciannove anni più tardi, nel 1690: si voleva dar vita a qualcosa di nuovo e, soprattutto, si voleva sperimentarne l’efficacia.
La Ratio studiorum
La celebre Ratio studiorum che preparava i religiosi della Compagnia di Gesù fu senza dubbio il testo ispiratore, ma con alcune rilevanti peculiarità. Come gli aspiranti gesuiti, anche i seminaristi padovani, dopo gli studi di grammatica, umanità e retorica (corrispondenti all’incirca alla formazione letteraria delle scuole medie e superiori) e quelli filosofici – in cui trovavano spazio anche le discipline scientifiche – pressappoco a diciannove anni cominciavano i corsi «superiori» (oggi diremmo «accademici»), di natura filosofico-teologica, cioè di logica, filosofia superiore (teoretica), sacra Scrittura, teologia dogmatica e morale (seguendo la Summa di san Tommaso d’Aquino), storia civile ed ecclesiastica. In più, gli alunni del Seminario di Padova dovevano cimentarsi nello studio della giurisprudenza, del canto sacro e soprattutto delle lingue orientali (ebraico, arabo, siriaco, turco e persiano).
Ma non a tutti era richiesto di affrontare l’intero (e impegnativo) percorso. I meno dotati scolasticamente, ma giudicati adatti alla cura delle anime, dopo una rapida infarinatura di logica e dialettica (propedeutiche alla «rettorica ecclesiastica», a dire quanta im-portanza venisse riconosciuta, nel ministero pastorale, alla capacità di predicare efficacemente), si applicavano nell’apprendimento del Catechismo tridentino (per conoscere la base della dottrina della fede) e dei «casi di coscienza» (per poter amministrare il sacra-mento della Penitenza). La formazione liturgica, che pure aveva giusto rilievo, avveniva invece più sul versante pratico-rituale che su quello teorico.
In questo modo il Barbarigo intendeva fornire ai parroci una preparazione basilare di adeguato – dati i tempi, direi persino considerevole – livello, non privando la Chiesa, nel contempo, di sacerdoti esperti nella sacra Scrittura, nella teologia, nelle scienze sacre e profane, a servizio di una società che si vo-leva saldamente cattolica (contro ogni possibile deriva di natura protestante); preti ca-paci di annunciare efficacemente il vangelo in tutti gli strati della società (anche presso i dotti), abili e sicuri nelle dispute, pronti ad assumersi l’impegno missionario presso i po-poli dell’Oriente (ecco spiegata l’importanza riconosciuta allo studio di quelle lingue, oltre al posto occupato dall’ebraico per lo studio dell’Antico Testamento).
Non è difficile scorgere in questo progetto di formazione del clero lo spirito di una rinnovata riforma (e controriforma) cattolica, come evidente appare l’influsso degli ideali della Compagnia di Gesù per un’evangelizzazione della società attraverso le vie della conoscenza e della cultura. Forte di questo ideale, il Seminario di Padova forgiò non solo teologi e biblisti, ma anche orientalisti, storici, antichisti di somma erudizione (Jacopo Facciolati), matematici e uomini di scienza, grecisti e – soprattutto – latinisti (la fama del lessicografo Egidio Forcellini è, giustamente, internazionale).

## Biblioteca
Il seminario ospita un'importante biblioteca. La Sezione Antica conserva una prestigiosa raccolta di manoscritti, incunaboli e libri stampati dei secoli XVI-XIX. La Sezione Moderna raccoglie prevalentemente testi del XX e XXI secolo.